# جان رز بردفورد
جان رز بردفورد (انگلیسی: Sir John Bradford, 1st Baronet; ۷ مهٔ ۱۸۶۳ – ۷ آوریل ۱۹۳۵) نظامی و پزشک اهل بریتانیا بود. وی همچنین برندهٔ جوایزی همچون همکار انجمن سلطنتی شده‌است.